# Isopterygium bottinii
Isopterygium bottinii là một loài Rêu trong họ Hypnaceae. Loài này được (Breidl.) Kindb. mô tả khoa học đầu tiên năm 1894.